# Casa de Escaló
La Casa de Escaló está situada en la calle Joan Cantó n.º 2 de la ciudad de Alcoy (Alicante), Comunidad Valenciana. Es un edificio de estilo modernista valenciano construido en el año 1908, que fue proyectado por el arquitecto alcoyano Vicente Pascual Pastor.

## Edificio
El edificio es popularmente conocido como Casa de Escaló y fue construido entre los años 1906 y 1908. El industrial textil alcoyano Enrique García Peidro, conocido con el sobrenombre de Escaló promovió el edificio para albergar su residencia. Era propietario junto a sus hermanos de la fábrica textil Hijos de Salvador García, más conocida popularmente como la fábrica de l’Escaló.
El edificio es una muestra significativas del Art Nouveau en Alcoy, además de no haber sufrido ninguna modificación exterior desde su construcción. El entorno urbano poco denso de la calle permitió construir un palacete exento, con sus cuatro fachadas al exterior, lo que posibilitó a su arquitecto Vicente Pascual ventilar e iluminar todas las dependencias desde el exterior.
En su fachada exterior destacan los sillares rústicos, los latiguillos de forja, la vegetación esculpida, la puerta y los miradores de hierro laminado, los balcones sinuosos, el remate curvilíneo, etc. En el interior se pueden observar pinturas murales, ebanistería, capiteles de yeso, cerámicas y suelos de pavimento hidráulico.
En el edificio se emplearon columnas de hierro fundido del catálogo de la fundición Rodes Hermanos "El Vulcano" de Alcoy, tanto en la escalera cómo en la planta baja.
Fue rehabilitado en la década de 1980 para albergar el Conservatorio Municipal de Música y Danza “Joan Cantó”, en honor al músico y compositor alcoyano Juan Cantó Francés.